# 深緑
深緑（ふかみどり）とは濃い緑色を指す色名。JIS慣用色名の中にも登録されている。
薄い緑色を浅緑（あさみどり）と称したのに対して、濃い緑色を称した。一般的には「薄緑」「濃緑」などの表現は使われにくい。
後鳥羽上皇の和歌に「深緑あらそひかねていかならむ間なく時雨のふるの神杉」（新古今和歌集581）があるが、和歌においては深緑は冬の杉の緑色を指す表現として用いられている。
なお、深緑とビリヤードグリーン（billiards green）を同色とする見解もある。